# سباعي أكسيد ثنائي الكلور
سباعي أكسيد ثنائي الكلور هو مركب كيميائي من أكاسيد الكلور صيغته Cl2O7، ويوجد في الشروط القياسية على شكل سائل عديم اللون.

## التحضير
يمكن أن يحضر المركب تحت شروط خاصة من تفاعل حمض البيركلوريك مع خماسي أكسيد الفوسفور:
{\displaystyle \mathrm {4\ HClO_{4}+P_{4}O_{10}\longrightarrow 2\ Cl_{2}O_{7}+4\ HPO_{3}} }
كما يمكن أن يكون ضمن نواتج تفاعل غازي الكلور والأوزون.

## الخواص
يوجد المركب على شكل سائل عديم اللون، وهو غير مستقر إذ يتفكك إلى غازي الكلور والأكسجين بتفاعل طارد للحرارة:
{\displaystyle {\ce {2 Cl2O7 -> 2 Cl2 + 7 O2}}}
كما يتفاعل مع الماء بعنف عند التماس معه.

## الاستخدامات
يمكن ان يستخدم سباعي أكسيد ثنائي الكلور بتفاعله مع الأمينات الأولية والثانوية في محلول رباعي كلوريد الكربون من أجل تحضير بيركلورات الأميدات الموافقة.
{\displaystyle {\ce {2 RNH2 + Cl2O7 -> 2 RNHClO3 + H2O}}}
{\displaystyle {\ce {2 R2NH + Cl2O7 -> 2 R2NClO3 + H2O}}}